# 田喜
田喜（1987年1月3日—2018年12月5日），中国艾滋病维权人士。是河南省血浆经济的直接受害者，2011年2月11日被河南省新蔡县法院以“故意破坏财物罪”判处1年徒刑。
1990年代初，河南省出现所谓血浆产业经济，卖血及输血导致爱滋病在河南上寨县、新蔡县等县市蔓延甚至几乎失控。
1996年，田喜9岁时因在新蔡县第一人民医院输血而感染了艾滋病，同时还感染了乙型和丙型肝炎。在北京念完大学后，成为艾滋病维权骨干因上访多次被抓。
2010年8月2日，因田喜所带艾滋病药快服用完，于是便到新蔡县第一人民医院，见到李俊州院长，希望借点药，并要求医院赔偿。李院长称有事找县领导，医院不管，起身离开了办公室。一怒之下，田喜将办公桌上的东西推到地上。5日和6日田喜先后两次再到医院，李院长锁门不让进，田喜便将锁眼堵上。被砸坏的医院设备价值2644元人民币。当地派出所为此拘留了他，检察院以“故意破坏财物”对田喜提出起诉。法院于2011年2月11日判处他1年有期徒刑。
2011年4月22日，驻马店市中级人民法院二审驳回田喜的上诉，维持一审法院的判决，毁坏财物罪成立，判处有期徒刑一年。 2011年8月，田喜出狱。2013年8月，田喜在北京爱滋研究所组织下，在香港召开记者会陈述自己感染爱滋病及艰维权的经历。
田喜一直是河南当地政府的“稳控对象”，而他近期连续两次“在京非访”，给当地政府对他的监管带来很大的不便。因此，当地政府建议“公安机关介入，完善材料，予以打击”。田喜的父亲田德民说，田喜的诉求没有得到地方政府的理睬，不论是肇事医院还是有关部门始终没有给予田喜经济赔偿，而且当地法院对他的赔偿要求也不予立案。
田喜于2018年12月5日在河南新蔡家中病逝，死於心臟病發作，终年31岁